# Chinchón (jogo de cartas)

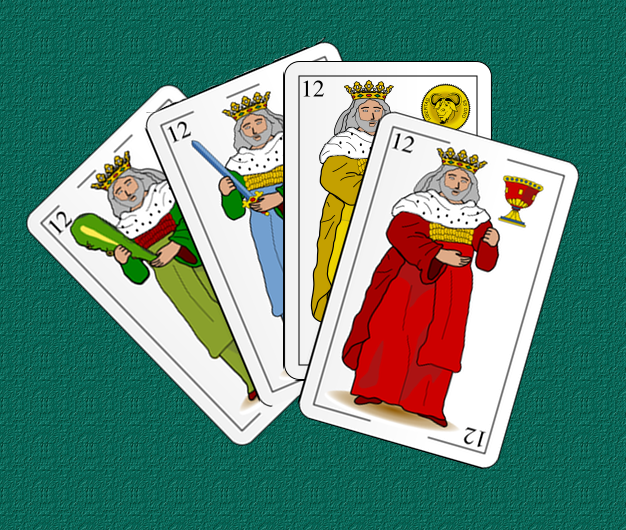
exemplo de um bom conjunto no chincón

Chinchón é um jogo de cartas jogado em Espanha, Uruguai, Argentina, Cabo Verde e outros lugares. É uma variante semelhante de gin rummy, com o qual partilha o mesmo objectivo: criar conjuntos, grupos ou sequencias de cartas do mesmo naipe.
Em Basco e em Crioulo Cabo-Verdiano escreve-se Txintxon (este último também apresenta as grafias alternativas txin-txon, tchintchom ou tchintchon). No Uruguai, o jogo é chamado Conga ou La Conga.